# 倭島岳彦

外務省より公表された公式肖像画像

倭島 岳彦（わじま たけひこ、1964年〈昭和39年〉5月29日 - ）は、東京都出身の日本の外交官。
アジア大洋州局日本ASEAN友好協力50周年特別首脳会議事務局次長、欧州局中・東欧課企画官などを経て、2024年3月から、在カルガリー日本国総領事館総領事を務める。

## 略歴
- 1989年3月　早稲田大学法学部卒業
- 1990年　外務省専門職員採用試験合格
- 1991年4月　外務省入省
- 2006年6月　アジア大洋州局南西アジア課
- 2006年8月　アジア大洋州局南部アジア部南西アジア課
- 2006年10月　アジア大洋州局南部アジア部南西アジア課 課長補佐
- 2009年8月　国際協力局政策課民間援助連携室 首席事務官
- 2011年5月　在ロサンゼルス日本国総領事館 領事
- 2015年9月　在ハンガリー日本国大使館 一等書記官
- 2018年10月　大臣官房広報文化外交戦略課企画官
- 2019年9月　総合外交政策局総務課外交政策調整官
- 2020年8月　総合外交政策局安全保障政策課宇宙・海洋安全保障政策室長
- 2022年9月　内閣官房副長官補付企画官 兼 内閣官房新型コロナウイルス等感染症対策推進室企画官 兼 内閣官房新型コロナウイルス感染症対策本部事務局企画官
- 2023年8月　外務省大臣官房 兼 アジア大洋州局日本ASEAN友好協力50周年特別首脳会議事務局
- 2023年8月　アジア大洋州局日本ASEAN友好協力50周年特別首脳会議事務局次長
- 2024年1月　欧州局中・東欧課企画官
- 2024年3月　在カルガリー日本国総領事館 総領事